# Émile Rey
Émile Rey (ur. w 1846 r. w La Saxe, koło Courmayeur – zm. 24 sierpnia 1895 r. na Dent du Géant w masywie Mont Blanc) – włoski przewodnik wysokogórski z Doliny Aosty. Nazywany „księciem przewodników”, był najbardziej renomowanym i uznanym przewodnikiem ostatniej ćwierci XIX w. w całym rejonie Courmayeur.
Uważany za jednego z najwybitniejszych włoskich przewodników alpejskich, w swej działalności alpinistycznej koncentrował się głównie na masywie Mont Blanc. Jego życie spinały klamrą jedne z najwyżej cenionych celów wspinaczkowych w tym masywie: od Aiguille Noire de Peuterey, którą zdobył jako pierwszy w 1877 r. (wraz z lordem Wentworthem i J.-B. Bichem) po Dent du Géant, na którym zginął (podczas zejścia, prawdopodobnie wskutek zasłabnięcia) w roku 1895. Jego postać uhonorowano, nazywając jego imieniem przełęcz (wł. Col Émile Rey, 4027 m n.p.m.) w grani Brouillard po włoskiej stronie Mont Blanc, między Mont Brouillard a Picco Luigi Amedeo.
Jego syn, Adolphe Rey (1878–1969) był również przewodnikiem wysokogórskim i wybitnym znawcą masywu Mont Blanc.

## Ważniejsze wejścia
- 1877, 5 sierpnia – pierwsze wejście na Aiguille Noire de Peuterey (Aiguille Noire i Aiguille Blanche de Peuterey stanowiły w tamtych czasach jedne z ostatnich wielkich, niezdobytych jeszcze szczytów w masywie Mont Blanc jak i w ogóle w Alpach), ścianą południowo-wschodnią, z lordem Wentworth i drugim przewodnikiem, J.-B. Bichem;

- 1885, 31 lipca – pierwsze wejście na Aiguille Blanche de Peuterey z Henrym S. Kingiem i innymi przewodnikami, Ambros Supersaxo i Alois Andenmatten[2]

- 1887, 31 sierpnia – pierwsze trawersowanie Aiguilles du Dru, od Grand Dru do Petit Dru, z Henri Dunodem i François Simondem;

- 1888, 13 sierpnia – nowa droga na Mont Blanc przez Aiguille de Bionnassay, z panną K. Richardson i drugim przewodnikiem, J.-B. Bichem;

- 1889 – pierwsze trawersowanie Aiguilles du Dru w kierunku od Petit Dru do Grand Dru, z panną K. Richardson i drugim przewodnikiem, J.-B. Bichem;

- 1893, 14 – 17 sierpnia – pierwsze wejście na Mont Blanc przez Aiguille Blanche i grań Peuterey, z Paulem Güssfeldtem oraz pozostałymi przewodnikami, Christianem Kluckerem i Césarem Ollierem.